# أوريباسيوس
أوريباسيوس (326 - 403 م) طبيب يوناني. طبب للإمبراطور الروماني جوليان المرتد.
ولد وتعلم الطب في برجمان. اشتهر بكتابته في الامراض الغذائية وامراض الأطفال وتشريح الاعضاء.

## آثاره
ذكر ابن النديم من تصانيفه:
- «كتاب إلى ابنه أسطاث» - تسع مقالات نقلها حنين إلى العربية.
- «كتاب إلى ابنه أوثافيس» - أربع مقالات نقلها حنين.
- كتاب «تشريح الأحشاء».
- كتاب «الأدوية المستعملة» - نقل إصطفن بن بسيل.
- كتاب «السبعين» - نقلها حنين وعيسى بن يحيى بن إبراهيم إلى السريانية.[2]